# クピド (小惑星)
クピド (763 Cupido) は小惑星帯に位置する小惑星である。ハイデルベルクのケーニッヒシュトゥール天文台でフランツ・カイザーによって発見された。
ローマ神話の愛の神で、ギリシャ神話のエロースと同一視されているクピドに因んで命名された。